# South Coast Botanic Garden
South Coast Botanic Garden är en 352 000 kvadratmeter stor botanisk park i Palos Verdes i Los Angeles County, Kalifornien, USA, drygt 15 km söder om Los Angeles International Airport. 

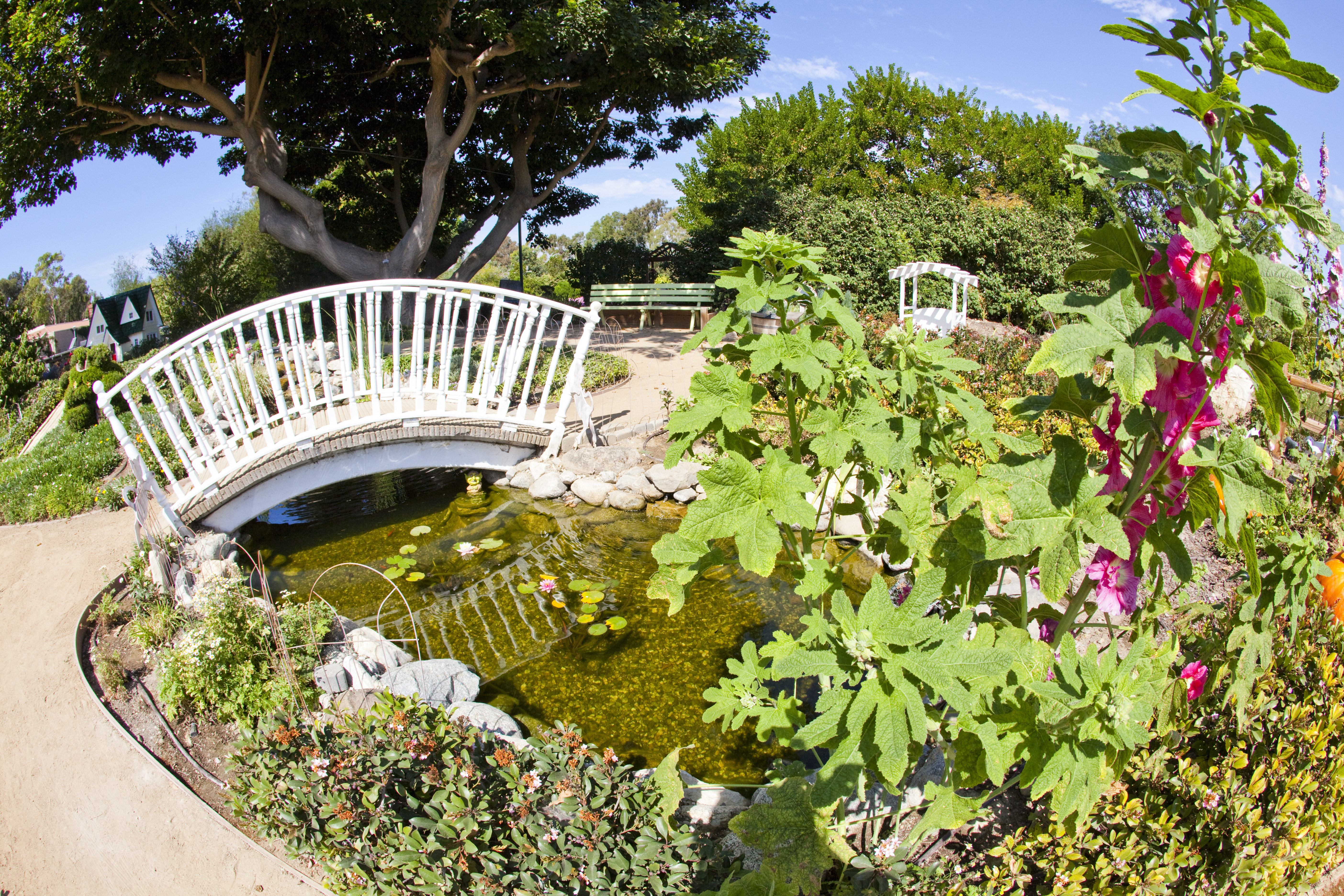

På platsen fanns tidigare ett dagbrott där mer än en miljon ton kiselgur bröts mellan 1929 och 1956. När gruvan lades ner övertogs området av staden Los Angeles som fyllde gruvan med avfall. Soptippen var nästan fylld år 1959 när man beslöt att omvandla den till en park. Soporna täcktes med ett tunt jordskikt och år 1961 började man att plantera mer än 40 000 donerade växter och buskar.
Idag finns här 150 000 växter och träd från uppskattningsvis 140 familjer, 700 släkten och 2 000 olika arter som exempelvis blommande fruktträd, Redwoodträd, Ginkgo, med mera. I parken finns ett särskilt stort urval av växter från Australien och Sydafrika. Över 300 fågelarter har observerats i parken.
Det är en utmaning att driva parken eftersom det tunna jordskiktet nästan enbart består av kiselgur som sjunker ihop när soporna förmultnar. Nedbrytningen producerar också värme och gaser, huvudsakligen koldioxid och metan.